# Паабурісса
Паабурісса (ест. Paaburissa) — село в Естонії, входить до складу волості Риуге, повіту Вирумаа.